# あすをひらく
『あすをひらく』は、1967年4月9日から1971年3月11日までNHK総合テレビで放送されていたドキュメンタリー番組である。1966年11月23日（水曜） 22:20 - 22:50 （日本標準時）に一度パイロット版を放送した後、1967年4月にレギュラー放送を開始した。

## 放送時間
いずれも日本標準時。
- 日曜 11:00 - 11:29 （1967年4月9日 - 1968年3月24日） - この期間中、金曜23:10枠で再放送を行っていた。
- 土曜 19:30 - 19:59 （1968年4月13日 - 1969年12月20日）
- 日曜 08:30 - 08:59 （1970年1月4日）
- 土曜 21:00 - 21:30 （1970年2月7日 - 1970年3月28日）
- 木曜 19:30 - 19:59 （1970年4月9日 - 1971年3月11日） - この期間中、金曜23:20枠で再放送を行っていた。

## 放送リスト

### 1966年度
| 放送日         | サブタイトル   |
| -------------- | -------------- |
| 1966年11月23日 | 「救難機出動」 |

### 1967年度
| 放送日           | サブタイトル                            |
| ---------------- | --------------------------------------- |
| 1967年4月9日     | 「氷海からの脱出」                      |
| 1967年4月16日    | 「眼下の滑走路」                        |
| 1967年4月23日    | 「海底との対話」                        |
| 1967年4月30日    | 「信号待ちゼロ」                        |
| 1967年5月7日     | 「時速１００キロの安全」                |
| 1967年5月14日    | 「ひき逃げを推理する」 ―模擬捜査―       |
| 1967年5月21日    | 「空から火を消す」                      |
| 1967年5月28日    | 「赤ちゃん聞こえますか」                |
| 1967年6月4日     | 「ドライバーの目」 ―名神高速道路―       |
| 1967年6月11日    | 「前方 踏切 異状あり」                  |
| 1967年6月18日    | 「恐怖の集団」 ―シロアリ―               |
| 1967年7月2日     | 「ハブ毒とたたかう」                    |
| 1967年7月9日     | 「二つの海底」 ―潜水病―                 |
| 1967年7月16日    | 「丘にのぼる住宅」                      |
| 1967年7月23日    | 「荒海に築く」                          |
| 1967年7月30日    | 「衝撃の一瞬」 ―追突―                   |
| 1967年8月6日     | 「電子予報官」                          |
| 1967年8月20日    | 「大自然の証言」 ―生物農薬開発―         |
| 1967年8月27日    | 「海中公園」                            |
| 1967年9月3日     | 「よみがえる隅田川」                    |
| 1967年9月17日    | 「肺ガン発見」                          |
| 1967年10月1日    | 「無限の貯水池」 ―海水の淡水化―         |
| 1967年10月8日    | 「せんせい，みえません」 ―斜視弱視回復― |
| 1967年10月15日   | 「海底生活への試み」                    |
| 1967年10月22日   | 「プレハブ団地」                        |
| 1967年10月29日   | 「安全自動車をめざして」                |
| 1967年11月5日    | 「なぞの天体を追って」                  |
| 1967年11月12日   | 「よみがえるイエローベビー」            |
| 1967年11月19日   | 「ねずみ取り作戦」                      |
| 1967年12月3日    | 「路上の恐怖」 ―自動車火災―             |
| 1967年12月10日   | 「地域暖房」                            |
| 1967年12月17日   | 「声の犯罪捜査」                        |
| 1967年12月24日   | 「手が動いた」 ―脳性マヒ克服への試み―   |
| 1968年1月7日     | 「人工宝石」                            |
| 1968年1月14日    | 「電話で診断」 ―生体情報伝送―           |
| 1968年1月21日    | 「ゴキブリ対人間」                      |
| 1968年1月28日    | 「ロボットただ今開発中」                |
| 1968年2月4日     | 「消雪作戦スタート」                    |
| 1968年2月18日    | 「ドライバーの条件」                    |
| 1968年2月25日    | 「雪雲追跡」                            |
| 1968年3月3日     | 「新漁場開拓」 ―水産庁・開洋丸―         |
| 1968年3月17日 日 | 「断層にいどむ」 ―青函トンネル試掘―     |
| 1968年3月24日    | 「放送新時代」                          |
| 1968年3月31日    | 「富士の乱気流」                        |

### 1968年度
| 放送日         | サブタイトル                                  |
| -------------- | --------------------------------------------- |
| 1968年4月13日  | 「ガン細胞追跡」                              |
| 1968年4月20日  | 「雪崩に挑む」                                |
| 1968年6月1日   | 「ガラスのビルディング」                      |
| 1968年6月15日  | 「手ができた」 ―電動義手とサリドマイド児―     |
| 1968年8月3日   | 「車対人」                                    |
| 1968年8月17日  | 「燃える海」 ―タンカー事故にいどむ―           |
| 1968年9月21日  | 「災害を予見する」                            |
| 1968年10月12日 | 「ぜんそく」―その謎をさぐる―                  |
| 1968年11月9日  | 「坑道と爆炎」 ―三池災害５年の記録―           |
| 1968年12月14日 | 「マリアナ沖の教訓」 ―ある海難事故をめぐって― |
| 1968年12月28日 | 「煙の恐怖」 ―ビル火災―                       |
| 1969年1月4日   | 「深度６００Ｍ」 ―潜水調査船“しんかい”―       |
| 1969年1月11日  | 「爆発で造る」                                |
| 1969年2月1日   | 「小さな生命・誕生」 ―未熟児をまもる―         |
| 1969年2月8日   | 「“居眠り人間”の謎」                          |
| 1969年2月15日  | 「心臓を診る」                                |
| 1969年3月8日   | 「太陽の家」 ―身障者の機械工場―               |
| 1969年3月29日  | 「燃えた地下」                                |

### 1969年度
| 放送日         | サブタイトル                                  |
| -------------- | --------------------------------------------- |
| 1969年4月5日   | 「８０デシベルの壁」 ～難聴克服への道～       |
| 1969年4月12日  | 「顔を追う警察」                              |
| 1969年5月31日  | 「恐怖の水銀」                                |
| 1969年8月8日   | 「一億ボルトの衝撃」                          |
| 1969年9月6日   | 「瞳をさぐる」                                |
| 1969年10月18日 | 「走る手術室」                                |
| 1969年12月6日  | 「ぼくだって歩ける」 ―ポリオ後遺症とたたかう― |
| 1969年12月20日 | 「熟練工誕生」                                |
| 1970年2月7日   | 「月の石」                                    |
| 1970年2月14日  | 「泡の海」 ―塩害とたたかう―                   |
| 1970年2月21日  | 「風洞でさぐる」 ―高層ビルと乱気流―           |
| 1970年2月28日  | 「人工腎臓」                                  |
| 1970年3月7日   | 「防災拠点」 ―地震火災からの脱出―             |
| 1970年3月14日  | 「霧を消す」                                  |
| 1970年3月28日  | 「音の杖」                                    |

### 1970年度
| 放送日         | サブタイトル                            |
| -------------- | --------------------------------------- |
| 1970年4月9日   | 「急速停止」 ―巨船時代の安全―           |
| 1970年4月30日  | 「山林消火作戦」                        |
| 1970年5月7日   | 「追突とめまい」                        |
| 1970年5月14日  | 「海中ロボット誕生」                    |
| 1970年6月4日   | 「黒い排気口」 ―有毒ガスＣＯ追跡―       |
| 1970年6月11日  | 「洋上救難作戦」                        |
| 1970年7月2日   | 「引火の一瞬」 ―ガス爆発を防ぐ―         |
| 1970年7月30日  | 「Ｍ―４Ｓ」 ―日本の科学衛星―            |
| 1970年8月6日   | 「油濁の海」                            |
| 1970年8月13日  | 「灯浮標１０５号」 ―波力発電―           |
| 1970年9月3日   | 「３時間人間ドック」                    |
| 1970年9月10日  | 「山津波にいどむ」                      |
| 1970年11月12日 | 「パルプ廃液」 ―公害ゼロへの一提言―     |
| 1970年12月3日  | 「白いジェット燃料」 ―巨人機時代の安全― |
| 1970年12月24日 | 「直下の噴火口」                        |
| 1971年1月7日   | 「走る危険物」                          |
| 1971年1月14日  | 「冷凍血液」                            |
| 1971年2月4日   | 「歩行をとらえる」                      |
| 1971年2月18日  | 「炎と避難路」 ―地震火災に備える―       |
| 1971年3月4日   | 「緑膿菌追跡」                          |
| 1971年3月11日  | 「白い送電線」 ―着雪事故をふせぐ―       |